# Enzyminductie
Met enzyminductie wordt in de farmacologie meestal bedoeld dat het gebruik van een geneesmiddel leidt tot de aanmaak van meer enzymen, meestal in de lever, waardoor dat middel wordt afgebroken of ontgift. De patiënt 'went' eraan. Dit treedt bijvoorbeeld op bij gebruik van alcohol en bij bepaalde anti-epileptica, dat zijn middelen tegen epilepsie. De studie van de enzyminductie is een onderdeel van de farmacokinetiek en de farmacodynamiek.
Behalve het middel dat de enzyminductie veroorzaakt worden dan soms ook andere middelen die men aan de patiënt toedient sneller afgebroken, als het metabole afbraakpad van die middelen van dezelfde enzymen gebruikmaakt. Bij het voorschrijven moet men daar soms op bedacht zijn.
Met enzyminductie wordt in de biochemie in het algemeen bedoeld dat een organisme als reactie op het voorhanden zijn van bepaalde stoffen enzymen gaat fabriceren om die stoffen te metaboliseren. Het gaat dus om een biologisch aanpassingsproces waarbij het organisme de mogelijkheid heeft de eiwitsynthese selectief te sturen aan de hand van heersende omstandigheden.